# Liste des meilleurs joueurs de football gaélique
Ceci est la liste joueurs de football gaélique  ayant figuré dans les sélections annuelles du GAA All Stars Awards depuis sa création en 1971. Afin de donner un aperçu des plus importants footballeurs des années 1960, cette liste inclut aussi les prix non officiels « Cuchulainn » présentés entre 1963 et 1967 sous les auspices du Gaelic Weekly Magazine.
À partir de 1995, un titre de meilleur footballeur de l’année est accordé. Il apparaît dans les équipes avec le code  FDA (pour Footballeur De l’Année). Si le footballeur de l’année n’a pas été nommé dans l’équipe All Star, son nom est simplement ajouté à la liste.

## 1963 Cú Chulainn Awards
Andy Phillips (Wicklow), Gabriel Kelly (Cavan), Noel Tierney (Galway), Pa Connolly (Kildare), Seamus Murphy (Kerry), Paddy Holden (Dublin), Martin Newell (Galway), Mick Garrett (Galway), Des Foley (Dublin), Sean O'Neill (Down), Mickey Whelan (Dublin), Tom Browne (Laois), Jimmy Whan (Armagh), Tom Long (Kerry), Pat Donnellan (Galway)
FDA:Lar Foley (Dublin)

## 1964 Cú Chulainn Awards
Kieran Keane (Ballyduff), Johnny Geraghty (Galway), Gabriel Kelly (Cavan), Noel Tierney (Galway), Peter Darby (Meath), Enda Colleran (Galway), Paddy Holden (Dublin), Frank Lynch (Louth), Mick O'Connell (Kerry), Mick Reynolds (Galway), Cyril Dunne (Galway), Mattie McDonagh (Galway), Mickey Kearns (Sligo), Sean O'Neill (Down), Charlie Gallagher (Cavan), Paddy Doherty (Down)

## 1965 Cú Chulainn Awards
Kieran Keane (Ballyduff), Johnny Geraghty (Galway), Enda Colleran (Galway), Tom McCreesh (Armagh), Bosco McDermott (Galway), Donie O'Sullivan (Kerry), Paddy Holden (Dublin), Martin Newell (Galway), Mick O'Connell (Kerry), Des Foley (Dublin), Cyril Dunne (Galway), Mickey Kearns (Sligo), Seamus Leydon (Galway), Sean Murray (Longford), Sean O'Neill (Down), Paddy Doherty (Down)

## 1966 Cú Chulainn Awards
Johnny Geraghty (Galway), Enda Colleran (Galway), Jack Quinn (Meath), Peter Darby (Meath), Pat Collier (Meath), Mick Carolan (Kildare), Brendan Barden (Longford) Pat Donnellan (Galway), Ray Carolan (Cavan), Mickey Kearns (Sligo), Mattie McDonagh (Galway), Seamus Leydon (Galway), Pat Dunny (Kildare), Con O'Sullivan (Cork), John Keenan (Galway)

## 1967 Cú Chulainn Awards
Billy Morgan (Cork), Gabriel Kelly (Cavan), Jack Quinn (Meath), Seamus O'Connor (Mayo), Frank Cogan (Cork), Bertie Cunningham (Meath), Pat Reynolds (Meath), Mick Burke (Cork), Ray Carolan (Cavan), Cyril Dunne (Galway), Joe Langan (Mayo), Joe Corcoran (Mayo), Sean O'Connell (Derry), Con O'Sullivan (Cork), Sean O'Neill (Down)

## 1968
Pas d’équipe All Star

## 1969
Pas d’équipe All Star

## 1970
Pas d’équipe All Star

## 1971: Première équipe "All-Star"
P.J.Smyth (Galway), Johnny Carey (Mayo), Jack Cosgrove (Galway), Donie O'Sullivan (Kerry), Eugene Mulligan (Offaly), Nicholas Clavin (Offaly), Pat Reynolds (Meath), Liam Sammon (Galway), Willie Bryan (Offaly), Tony McTague (Offaly), Ray Cummins (Cork), Mickey Kearns (Sligo), Andy McCallin (Antrim), Sean O'Neill (Down), Seamus Leydon (Galway)

## 1972
Martin Furlong (Offaly), Mick Ryan (Offaly), Paddy McCormack (Offaly), Donie O'Sullivan (Kerry), Brian McEniff (Donegal), Tommy Joe Gilmore (Galway), Kevin Jer O'Sullivan (Cork), Willie Bryan (Offaly), Mick O'Connell (Kerry), Johnny Cooney (Offaly), Kevin Kilmurray (Offaly), Tony McTague (Offaly), Mickey Freyne (Roscommon), Sean O'Neill (Down), Paddy Moriarty (Armagh)

## 1973
Billy Morgan (Cork), Frank Cogan (Cork), Mick Ryan (Offaly), Brian Murphy (Cork), Liam O'Neill (Galway), Tommy Joe Gilmore (Galway), Kevin Jer O'Sullivan (Cork), John O'Keeffe (Kerry), Dinny Long (Cork), Johnny Cooney (Offaly), Kevin Kilmurray (Offaly), Liam Sammon (Galway), Jimmy Barry Murphy (Cork), Ray Cummins (Cork), Anthony McGurk (Derry)

## 1974
Paddy Cullen (Dublin), Donal Monaghan (Donegal), Sean Doherty (Dublin), Robbie Kelleher (Dublin), Paddy Reilly (Dublin), Barnes Murphy (Sligo), Johnny Hughes (Galway), Dermot Earley (Roscommon), Paudie Lynch (Kerry), Tom Naughton (Galway), Declan Barron (Cork), David Hickey (Dublin), Jimmy Barry Murphy (Cork), Jimmy Keaveney (Dublin), Johnny Tobin (Galway)

## 1975
Paud O'Mahony (Kerry), Gay O'Driscoll (Dublin), John O'Keeffe (Kerry), Robbie Kelleher (Dublin), Peter Stevenson (Derry), Anthony McGurk (Derry), Ger Power (Kerry), Dinny Long (Cork), Colm McAlarney (Down), Gerry McElhinney (Derry), Ken Rennicks (Meath), Mickey O'Sullivan (Kerry), John Egan (Kerry), Matt Kerrigan (Meath), Anton O'Toole(Dublin)

## 1976
Paddy Cullen (Dublin), Ger O'Keeffe (Kerry), John O'Keeffe (Kerry), Brian Murphy (Cork), Johnny Hughes (Galway), Kevin Moran (Dublin), Ger Power (Kerry), Brian Mullins (Dublin), Dave McCarthy (Cork), Anton O'Toole (Dublin), Tony Hanahoe (Dublin), David Hickey (Dublin), Bobby Doyle (Dublin), Mikey Sheehy (Kerry), Pat Spillane (Kerry)

## 1977
Paddy Cullen (Dublin), Gay O'Driscoll (Dublin), Pat Lindsay (Roscommon), Robbie Kelleher (Dublin), Tommy Drumm (Dublin), Paddy Moriarty (Armagh), Pat O'Neill (Dublin), Brian Mullins (Dublin), Joe Kernan (Armagh), Anton O'Toole (Dublin), Jimmy Smith (Armagh), Pat Spillane (Kerry), Bobby Doyle (Dublin), Jimmy Keaveney (Dublin), John Egan (Kerry)

## 1978
Ollie Crinnigan (Kildare), Harry Keegan (Roscommon), John O'Keeffe (Kerry), Robbie Kelleher (Dublin), Tommy Drumm (Dublin), Ollie Brady (Cavan), Paudie Lynch (Kerry), Colm McAlarney (Down), Connor (Offaly), Ger Power (Kerry), Declan Barron (Cork), Pat Spillane (Kerry), Mikey Sheehy (Kerry), Jimmy Keaveney (Dublin), John Egan (Kerry)

## 1979
Paddy Cullen (Dublin), Eugene Hughes (Monaghan), John O'Keeffe (Kerry), Tom Heneghan (Roscommon), Tommy Drumm (Dublin), Tim Kennelly (Kerry), Danny Murray (Roscommon), Dermot Earley (Roscommon), Bernard Brogan (Dublin), Ger Power (Kerry), Sean Walsh (Kerry), Pat Spillane (Kerry), Mikey Sheehy (Kerry), Sean Lowry (Offaly), Joe McGrath (Mayo)

## 1980
Charlie Nelligan (Kerry), Harry Keegan (Roscommon), Kevin Kehily (Cork), Gerry Connellan (Roscommon), Kevin McCabe (Tyrone), Tim Kennelly (Kerry), Danny Murray (Roscommon), Jack O'Shea (Kerry), Colm McKinstry (Armagh), Ger Power (Kerry), Dinny Allen (Cork), Pat Spillane (Kerry), Matt Connor (Offaly), Eoin Liston (Kerry), John Egan (Kerry)

## 1981
Martin Furlong (Offaly), Jimmy Deenihan (Kerry), Paddy Kennedy (Down), Paudie Lynch (Kerry), Páidí Ó Sé (Kerry), Richie Connor (Offaly), Seamus McHugh (Galway), Jack O'Shea (Kerry), Sean Walsh (Kerry), Barry Brennan (Galway), Ogie Moran (Kerry), Pat Spillane (Kerry), Mikey Sheehy (Kerry), Eoin Liston (Kerry), Brendan Lowry (Offaly)

## 1982
Martin Furlong (Offaly), Mick Fitzgerald (Offaly), Liam O'Connor (Offaly), Kevin Kehily (Cork), Páidí Ó Sé (Kerry), Sean Lowry (Offaly), Liam Currams (Offaly), Jack O'Shea (Kerry), Padraig Dunne (Offaly), Peter McGinnity (Fermanagh), Joe Kernan (Armagh), Matt Connor (Offaly), Mikey Sheehy (Kerry), Eoin Liston (Kerry), John Egan (Kerry)

## 1983
Martin Furlong (Offaly), Páidí Ó Sé (Kerry), Stephen Kinneavy (Galway), John Evans (Cork), Pat Canavan (Dublin), Tommy Drumm (Dublin), Jimmy Kerrigan (Cork), Jack O'Shea (Kerry), Liam Austin (Down), Barney Rock (Dublin), Matt Connor (Offaly), Greg Blaney (Down), Martin McHugh (Donegal), Colm O'Rourke (Meath), Joe McNally (Dublin)

## 1984
John O'Leary (Dublin), Páidí Ó Sé (Kerry), Mick Lyons (Meath), Seamus McHugh (Galway), Tommy Doyle (Kerry), Tom Spillane (Kerry), P.J. Buckley (Dublin), Jack O'Shea (Kerry), Eugene McKenna (Tyrone), Barney Rock (Dublin), Eoin Liston (Kerry), Pat Spillane (Kerry), Mikey Sheehy (Kerry), Frank McGuigan (Tyrone), Dermot McNicholl (Derry).

## 1985
John O'Leary (Dublin), Páidí Ó Sé (Kerry), Gerry Hargan (Dublin), Mick Spillane (Kerry), Tommy Doyle (Kerry), Cathal Murray (Monaghan), Dermot Flanagan (Mayo), Jack O'Shea (Kerry), Willie Joe Padden (Mayo), Barney Rock (Dublin), Tommy Conroy (Dublin), Pat Spillane (Kerry), Kevin MsStay (Mayo), Paul Earley (Roscommon), Eugene Hughes (Monaghan)

## 1986
Charlie Nelligan (Kerry), Harry Keegan (Roscommon), Mick Lyons (Meath), John Lynch (Tyrone), Tommy Doyle (Kerry), Tom Spillane (Kerry), Colm Browne (Laois), Plunkett Donaghy (Tyrone), Liam Irwin (Laois), Ray McCarron (Monaghan), Eugene McKenna (Tyrone), Pat Spillane(Kerry) Mikey Sheehy (Kerry), Damian O'Hagan (Tyrone), Ger Power (Kerry).

## 1987
Gerry McEntee (Meath), John Kearns (Cork), Robbie O'Malley (Meath), Colman Corrigan (Cork), Tony Scullion (Derry), Niall Cahalane (Cork), Tom Spillane (Kerry), Ger Lynch (Kerry), Brian McGilligan (Derry), David Beggy (Meath)
Larry Tompkins (Cork), Kieran Duff (Dublin), Val Daly (Galway), Brian Stafford (Meath), Bernard Flynn (Meath)

## 1988
Paddy Linden (Monaghan), Robbie O'Malley (Meath), Colman Corrigan (Cork), Mick Kennedy (Dublin), Niall Cahalane (Cork), Noel McCaffrey (Dublin), Martin O'Connell (Meath), Shea Fahy (Cork), Liam Hayes(Meath), Maurice Fitzgerald (Kerry), Larry Tompkins (Cork), Kieran Duff (Dublin), Colm O'Rourke (Meath), Brian Stafford (Meath) Eugene Hughes (Monaghan)

## 1989
Gabriel Irwin (Mayo), Jimmy Browne (Mayo), Gerry Hargan (Dublin), Dermot Flanagan (Mayo), Connie Murphy (Kerry), Conor Counihan (Cork), Tony Davis (Cork), Teddy McCarthy (Cork), Willie Joe Padden (Mayo), Dave Barry (Cork), Larry Tompkins (Cork), Noel Durkin (Mayo), Paul McGrath (Cork), Eugene McKenna (Tyrone), Tony McManus (Roscommon)

## 1990
John Kearns (Cork), Robbie O'Malley (Meath), Steven O'Brien (Cork), Terry Ferguson (Meath), Michael Slocum (Cork), Conor Counihan (Cork), Martin O'Connell (Meath), Shea Fahy (Cork), Mickey Quinn (Leitrim), David Beggy (Meath), Val Daly (Galway), Joyce McMullan (Donegal), Paul McGrath (Cork), Kevin O'Brien (Wicklow), James McCartan (Down)

## 1991
Michael McQuillan (Meath), Mick Deegan (Dublin), Conor Deegan (Down), Enon Gavin (Roscommon), Tommy Carr (Dublin), Keith Barr (Dublin), Martin O'Connell (Meath), Barry Breen (Down), Martin Lynch (Kildare), Ross Carr (Down), Greg Blaney (Down), Tommy Dowd (Meath), Colm O'Rourke (Meath), Brian Stafford (Meath), Bernard Flynn (Meath)

## 1992
Gary Walsh (Donegal), Seamus Clancy (Clare), Matt Gallagher (Donegal), Tony Scullion (Derry), Paul Curran (Dublin), Martin Gavigan (Donegal), Eamon Heery (Dublin), Anthony Molloy (Donegal), T.J.Kilgallon (Mayo), Anthony Tohill (Derry), Martin McHugh (Donegal), James McHugh (Donegal), Tony Boyle (Donegal), Vinny Murphy (Dublin), Enda Gormley (Derry)

## 1993
John O'Leary (Dublin), John Joe Doherty (Donegal), Dermot Deasy (Dublin), Tony Scullion (Derry), Johnny McGurk (Derry), Henry DowneyFOTY (Derry), Gary Coleman (Derry), Anthony Tohill (Derry), Brian McGilligan (Derry), Kevin O'Neill (Mayo), Joe Kavanagh (Cork), Charlie Redmond (Dublin), Colin Corkery (Cork), Ger Houlihan (Armagh), Enda Gormley (Derry)

## 1994
John O'Leary (Dublin), Michael Magill (Down), Séamus Quinn (Leitrim), Paul Higgins (Down), Graham Geraghty (Meath), Steven O'Brien (Cork), D.J.Kane (Down), Jack Sheedy (Dublin), Greg McCartan (Down), Peter Canavan (Tyrone), Greg Blaney (Down), James McCartan (Down), Micky Linden (Down), Tommy Dowd (Meath), Charlie Redmond (Dublin)

## 1995
John O'Leary (Dublin), Tony Scullion (Derry), Mark O'Connor (Cork), Fay Devlin (Tyrone), Paul Curran (Dublin), Keith Barr (Dublin), Steven O'Brien (Cork), Brian Stynes (Dublin), Anthony Tohill (Derry), Ja Fallon (Galway), Dessie Farrell (Dublin), Paul Clarke (Dublin), Tommy Dowd (Meath), Peter CanavanFDA (Tyrone), Charlie Redmond (Dublin)

## 1996
Finbar McConnell (Tyrone), Kenneth Mortimer (Mayo), Darren Fay (Meath), Martin O'ConnellFDA  (Meath), Pat Holmes (Mayo), James Nallen (Mayo), Paul Curran (Dublin), John McDermott(Meath), Liam McHale (Mayo), Trevor Giles (Meath), Tommy Dowd (Meath), James Horan (Mayo), Joe Brolly (Derry), Peter Canavan (Tyrone), Maurice Fitzgerald (Kerry)

## 1997
Declan O'Keeffe (Kerry), Kenneth Mortimer (Mayo), Davy Dalton (Kildare), Cathal Daly (Offaly), Séamus Moynihan (Kerry), Glenn Ryan (Kildare), Eamon Breen (Kerry), Pat Fallon (Mayo), Niall Buckley (Kildare), Pa Laide (Kerry), Trevor Giles (Meath), Dermot McCabe (Cavan), Joe Brolly (Derry), Brendan Reilly (Meath), Maurice FitzgeraldFDA  (Kerry)

## 1998
Martin McNamara (Galway), Brian Lacey (Kildare), Seán Marty Lockhart (Derry), Tomas Mannion (Galway), John Finn (Kildare), Glenn Ryan(Kildare), Sean Óg de Paor (Galway), John McDermott (Meath), Kevin Walsh (Galway), Michael DonnellanFDA  (Galway), Ja Fallon (Galway), Dermot Earley (Kildare), Karl O'Dwyer (Kildare), Pádraic Joyce (Galway), Declan Browne (Tipperary)

## 1999
Kevin O’Dwyer (Cork), Mark O’Reilly (Meath), Darran Fay (Meath), Anthony Lynch (Cork), Ciaran O’Sullivan (Cork), Kieran McGeeney (Armagh), Paddy Reynolds (Meath), John McDermott (Meath), Ciarán Whelan (Dublin), Diarmuid Marsden (Armagh), Trevor GilesFDA  (Meath), James Horan (Mayo), Philip Clifford (Cork), Graham Geraghty (Meath), Ollie Murphy (Meath)

## 2000
Declan O’Keeffe (Kerry), Kieran McKeever (Derry), Séamus Moynihan (Kerry), Michael McCarthy (Kerry), Declan Meehan (Galway), Kieran McGeeney (Armagh), Anthony Rainbow (Kildare), Anthony Tohill (Derry), Darragh Ó Sé (Kerry), Michael Donnellan (Galway), Liam Hassett (Kerry), Oisín McConville (Armagh), Mike Frank Russell (Kerry), Pádraic Joyce (Galway), Derek Savage (Galway)
FDA:Johnny Crowley (Kerry)

## 2001
| Poste | Footballeur       | Comté         |
| ----- | ----------------- | ------------- |
| 1     | Cormac Sullivan   | Meath GAA     |
| 2     | Kieran Fitzgerald | Galway GAA    |
| 3     | Darren Fay        | Meath GAA     |
| 4     | Coman Goggins     | Dublin GAA    |
| 5     | Declan Meehan     | Galway GAA    |
| 6     | Francie Grehan    | Roscommon GAA |
| 7     | Seán Óg de Paor   | Galway GAA    |
| 8     | Kevin Walsh       | Galway GAA    |
| 9     | Rory O'Connell    | Westmeath GAA |
| 10    | Evan Kelly        | Meath GAA     |
| 11    | Stephen O'Neill   | Tyrone GAA    |
| 12    | Michael Donnellan | Galway GAA    |
| 13    | Ollie Murphy      | Meath GAA     |
| 14    | Pádraic Joyce     | Galway GAA    |
| 15    | John Crowley      | Kerry GAA     |

| Poste | Footballeur       | Comté       |
| ----- | ----------------- | ----------- |
| 1     | Stephen Cluxton   | Dublin GAA  |
| 2     | Enda McNulty      | Armagh GAA  |
| 3     | Paddy Christie    | Dublin GAA  |
| 4     | Anthony Lynch     | Cork GAA    |
| 5     | Aidan O'Rourke    | Armagh GAA  |
| 6     | Kieran McGeeney   | Armagh GAA  |
| 7     | Kevin Cassidy     | Donegal GAA |
| 8     | Darragh Ó Sé      | Kerry GAA   |
| 9     | Paul McGrane      | Armagh GAA  |
| 10    | Stephen McDonnell | Armagh GAA  |
| 11    | Eamonn O'Hara     | Sligo GAA   |
| 12    | Oisín McConville  | Armagh GAA  |
| 13    | Peter Canavan     | Tyrone GAA  |
| 14    | Ray Cosgrove      | Dublin GAA  |
| 15    | Colm Cooper       | Kerry GAA   |

| Poste | Footballeur       | Comté         |
| ----- | ----------------- | ------------- |
| 1     | Fergal Byron      | Laois GAA     |
| 2     | Francis Bellew    | Armagh GAA    |
| 3     | Cormac McAnallen  | Tyrone GAA    |
| 4     | Joe Higgins       | Laois GAA     |
| 5     | Conor Gormley     | Tyrone GAA    |
| 6     | Tom Kelly         | Laois GAA     |
| 7     | Phillip Jordan    | Tyrone GAA    |
| 8     | Kevin Walsh       | Galway GAA    |
| 9     | Sean Cavanagh     | Tyrone GAA    |
| 10    | Brian Dooher      | Tyrone GAA    |
| 11    | Brian McGuigan    | Tyrone GAA    |
| 12    | Declan Browne     | Tipperary GAA |
| 13    | Stephen McDonnell | Armagh GAA    |
| 14    | Peter Canavan     | Tyrone GAA    |
| 15    | Adrian Sweeney    | Donegal GAA   |

| Poste | Footballeur      | Comté         |
| ----- | ---------------- | ------------- |
| 1     | Diarmuid Murphy  | Kerry GAA     |
| 2     | Tom O'Sullivan   | Kerry GAA     |
| 3     | Barry Owens      | Fermanagh GAA |
| 4     | Michael McCarthy | Kerry GAA     |
| 5     | Tomás Ó Sé       | Kerry GAA     |
| 6     | James Nallen     | Mayo GAA      |
| 7     | John Keane       | Westmeath GAA |
| 8     | Martin McGrath   | Fermanagh GAA |
| 9     | Sean Cavanagh    | Tyrone GAA    |
| 10    | Paul Galvin      | Kerry GAA     |
| 11    | Ciarán McDonald  | Mayo GAA      |
| 12    | Dessie Dolan     | Westmeath GAA |
| 13    | Colm Cooper      | Kerry GAA     |
| 14    | Enda Muldoon     | Derry GAA     |
| 15    | Matty Forde      | Wexford GAA   |

| Poste | Footballeur       | Comté      |
| ----- | ----------------- | ---------- |
| 1     | Diarmuid Murphy   | Kerry GAA  |
| 2     | Ryan McMenamin    | Tyrone GAA |
| 3     | Michael McCarthy  | Kerry GAA  |
| 4     | Andy Mallon       | Armagh GAA |
| 5     | Tomás Ó Sé        | Kerry GAA  |
| 6     | Conor Gormley     | Tyrone GAA |
| 7     | Phillip Jordan    | Tyrone GAA |
| 8     | Sean Cavanagh     | Tyrone GAA |
| 9     | Paul McGrane      | Armagh GAA |
| 10    | Brian Dooher      | Tyrone GAA |
| 11    | Peter Canavan     | Tyrone GAA |
| 12    | Eoin Mulligan     | Tyrone GAA |
| 13    | Colm Cooper       | Kerry GAA  |
| 14    | Stephen O'Neill   | Tyrone GAA |
| 15    | Stephen McDonnell | Armagh GAA |

| Poste | Footballeur     | Comté         |
| ----- | --------------- | ------------- |
| 1     | Stephen Cluxton | Dublin GAA    |
| 2     | Marc Ó Sé       | Kerry GAA     |
| 3     | Barry Owens     | Fermanagh GAA |
| 4     | Karl Lacey      | Donegal GAA   |
| 5     | Séamus Moynihan | Kerry GAA     |
| 6     | Ger Spillane    | Cork GAA      |
| 7     | Aidan O'Mahony  | Kerry GAA     |
| 8     | Nicholas Murphy | Cork GAA      |
| 9     | Darragh Ó Sé    | Kerry GAA     |
| 10    | Paul Galvin     | Kerry GAA     |
| 11    | Alan Brogan     | Dublin GAA    |
| 12    | Alan Dillon     | Mayo GAA      |
| 13    | Conor Mortimer  | Mayo GAA      |
| 14    | Kieran Donaghy  | Kerry GAA     |
| 15    | Rónán Clarke    | Armagh GAA    |

| Poste | Footballeur       | Comté        |
| ----- | ----------------- | ------------ |
| 1     | Stephen Cluxton   | Dublin GAA   |
| 2     | Marc Ó Sé         | Kerry GAA    |
| 3     | Kevin McCloy      | Kerry GAA    |
| 4     | Graham Canty      | Cork GAA     |
| 5     | Tomás Ó Sé        | Kerry GAA    |
| 6     | Aidan O'Mahony    | Kerry GAA    |
| 7     | Barry Cahill      | Dublin GAA   |
| 8     | Ciarán Whelan     | Dublin GAA   |
| 9     | Darragh Ó Sé      | Kerry GAA    |
| 10    | Stephen Bray      | Meath GAA    |
| 11    | Declan O'Sullivan | Kerry GAA    |
| 12    | Alan Brogan       | Dublin GAA   |
| 13    | Colm Cooper       | Kerry GAA    |
| 14    | Paddy Bradley     | Kerry GAA    |
| 15    | Tomás Freeman     | Monaghan GAA |

| Poste | Footballeur       | Comté         |
| ----- | ----------------- | ------------- |
| 1     | Gary Connaughton  | Westmeath GAA |
| 2     | Conor Gormley     | Tyrone GAA    |
| 3     | Justin McMahon    | Tyrone GAA    |
| 4     | John Keane        | Westmeath GAA |
| 5     | David Harte       | Tyrone GAA    |
| 6     | Tomás Ó Sé        | Kerry GAA     |
| 7     | Phillip Jordan    | Tyrone GAA    |
| 8     | Enda McGinley     | Tyrone GAA    |
| 9     | Shane Ryan        | Dublin GAA    |
| 10    | Brian Dooher      | Tyrone GAA    |
| 11    | Declan O'Sullivan | Kerry GAA     |
| 12    | Sean Cavanagh     | Tyrone GAA    |
| 13    | Colm Cooper       | Kerry GAA     |
| 14    | Kieran Donaghy    | Kerry GAA     |
| 15    | Rónán Clarke      | Armagh GAA    |

| Poste | Footballeur       | Comté       |
| ----- | ----------------- | ----------- |
| 1     | Diarmuid Murphy   | Kerry GAA   |
| 2     | Karl Lacey        | Donegal GAA |
| 3     | Michael Shields   | Cork GAA    |
| 4     | Tom O'Sullivan    | Kerry GAA   |
| 5     | Tomás Ó Sé        | Kerry GAA   |
| 6     | Graham Canty      | Cork GAA    |
| 7     | John Miskella     | Cork GAA    |
| 8     | Dermot Early      | Kildare GAA |
| 9     | Seamus Scanlon    | Kerry GAA   |
| 10    | Paul Galvin       | Kerry GAA   |
| 11    | Pearse O'Neill    | Cork GAA    |
| 12    | Tadhg Kennelly    | Kerry GAA   |
| 13    | Daniel Goulding   | Cork GAA    |
| 14    | Declan O'Sullivan | Kerry GAA   |
| 15    | Stephen O'Neill   | Tyrone GAA  |

## 2010
| Poste | Footballeur      | Comté       |
| ----- | ---------------- | ----------- |
| 1     | Brendan McVeigh  | Down GAA    |
| 2     | Peter Kelly      | Kildare GAA |
| 3     | Michael Shields  | Cork GAA    |
| 4     | Charlie Harrison | Sligo GAA   |
| 5     | Paudie Kissane   | Cork GAA    |
| 6     | Graham Canty     | Cork GAA    |
| 7     | Phillip Jordan   | Tyrone GAA  |
| 8     | Paddy Keenan     | Louth GAA   |
| 9     | Aidan Walsh      | Cork GAA    |
| 10    | Daniel Hughes    | Down GAA    |
| 11    | Martin Clarke    | Down GAA    |
| 12    | John Doyle       | Kildare GAA |
| 13    | Colm Cooper      | Kerry GAA   |
| 14    | Bernard Brogan   | Dublin GAA  |
| 15    | Benny Coulter    | Down GAA    |

| Poste | Footballeur         | Comté       |
| ----- | ------------------- | ----------- |
| 1     | Stephen Cluxton     | Dublin GAA  |
| 2     | Marc Ó Sé           | Kerry GAA   |
| 3     | Neil McGee          | Donegal GAA |
| 4     | Michael Foley       | Kildare GAA |
| 5     | Kevin Cassidy       | Donegal GAA |
| 6     | Karl Lacey          | Donegal GAA |
| 7     | Kevin Nolan         | Dublin GAA  |
| 8     | Bryan Sheehan       | Kerry GAA   |
| 9     | Michael D. Macauley | Dublin GAA  |
| 10    | Darran O'Sullivan   | Kerry GAA   |
| 11    | Alan Brogan         | Dublin GAA  |
| 12    | Paul Flynn          | Dublin GAA  |
| 13    | Colm Cooper         | Kerry GAA   |
| 14    | Andy Moran          | Mayo GAA    |
| 15    | Cillian O'Connor    | Mayo GAA    |

| Poste | Footballeur     | Comté       |
| ----- | --------------- | ----------- |
| 1     | Paul Durcan     | Donegal GAA |
| 2     | Neil McGee      | Donegal GAA |
| 3     | Ger Cafferkey   | Mayo GAA    |
| 4     | Keith Higgins   | Mayo GAA    |
| 5     | Lee Keegan      | Mayo GAA    |
| 6     | Karl Lacey      | Donegal GAA |
| 7     | Frank McGlynn   | Donegal GAA |
| 8     | Neill Gallagher | Donegal GAA |
| 9     | Aidan Walsh     | Cork GAA    |
| 10    | Paul Flynn      | Dublin GAA  |
| 11    | Alan Dillon     | Mayo GAA    |
| 12    | Mark McHugh     | Donegal GAA |
| 13    | Colm O'Neill    | Cork GAA    |
| 14    | Michael Murphy  | Donegal GAA |
| 15    | Colm McFadden   | Donegal GAA |

## 2013
| Poste | Footballeur         | Comté    |
| ----- | ------------------- | -------- |
| 1     | Stephen Cluxton     | Dublin   |
| 2     | Colin Walshe        | Monaghan |
| 3     | Rory O'Carroll      | Dublin   |
| 4     | Keith Higgins       | Mayo     |
| 5     | Lee Keegan          | Mayo     |
| 6     | Cian O'Sullivan     | Dublin   |
| 7     | Colm Boyle          | Mayo     |
| 8     | Michael D. MacAuley | Dublin   |
| 9     | Aidan O'Shea        | Mayo     |
| 10    | Paul Flynn          | Dublin   |
| 11    | Colm Cooper         | Kerry    |
| 12    | Seán Cavanagh       | Tyrone   |
| 13    | James O'Donoghue    | Kerry    |
| 14    | Bernard Brogan      | Dublin   |
| 15    | Conor McManus       | Monaghan |

| Poste | Footballeur       | Comté       |
| ----- | ----------------- | ----------- |
| 1     | Paul Durcan       | Donegal GAA |
| 2     | Paul Murphy       | Kerry GAA   |
| 3     | Neil McGee        | Donegal     |
| 4     | Keith Higgins     | Mayo GAA    |
| 5     | James McCarthy    | Dublin GAA  |
| 6     | Peter Crowley     | Kerry       |
| 7     | Colm Boyle        | Mayo        |
| 8     | Neil Gallagher    | Donegal     |
| 9     | David Moran       | Kerry       |
| 10    | Paul Flynn        | Dublin      |
| 11    | Michael Murphy    | Donegal     |
| 12    | Diarmuid Connolly | Dublin      |
| 13    | Cillian O'Connor  | Mayo        |
| 14    | Kieran Donaghy    | Kerry       |
| 15    | James O'Donoghue  | Kerry       |

| Poste | Footballeur     | Comté    |
| ----- | --------------- | -------- |
| 1     | Brendan Kealy   | Kerry    |
| 2     | Shane Enright   | Kerry    |
| 3     | Rory O'Carroll  | Dublin   |
| 4     | Philly McMahon  | Dublin   |
| 5     | Lee Keegan      | Mayo     |
| 6     | Cian O'Sullivan | Dublin   |
| 7     | Jack McCaffrey  | Dublin   |
| 8     | Brian Fenton    | Dublin   |
| 9     | Anthony Maher   | Kerry    |
| 10    | Mattie Donnelly | Tyrone   |
| 11    | Ciarán Kilkenny | Dublin   |
| 12    | Donnchadh Walsh | Kerry    |
| 13    | Conor McManus   | Monaghan |
| 14    | Aidan O'Shea    | Mayo     |
| 15    | Bernard Brogan  | Dublin   |

## 2016
| Poste | Footballeur       | Comté     |
| ----- | ----------------- | --------- |
| 1     | David Clarke      | Mayo      |
| 2     | Brendan Harrison  | Mayo      |
| 3     | Jonny Cooper      | Dublin    |
| 4     | Philly McMahon    | Dublin    |
| 5     | Lee Keegan        | Mayo      |
| 6     | Colm Boyle        | Mayo      |
| 7     | Ryan McHugh       | Donegal   |
| 8     | Brian Fenton      | Dublin    |
| 9     | Mattie Donnelly   | Tyrone    |
| 10    | Peter Harte       | Tyrone    |
| 11    | Diarmuid Connolly | Dublin    |
| 12    | Ciarán Kilkenny   | Dublin    |
| 13    | Dean Rock         | Dublin    |
| 14    | Michael Quinlivan | Tipperary |
| 15    | Paul Geaney       | Kerry     |

| Poste | Footballeur        | Comté  |
| ----- | ------------------ | ------ |
| 1     | David Clarke       | Mayo   |
| 2     | Chris Barrett      | Mayo   |
| 3     | Michael Fitzsimons | Dublin |
| 4     | Keith Higgins      | Mayo   |
| 5     | Colm Boyle         | Mayo   |
| 6     | Cian O'Sullivan    | Dublin |
| 7     | Jack McCaffrey     | Dublin |
| 8     | Colm Cavanagh      | Tyrone |
| 9     | James McCarthy     | Dublin |
| 10    | Dean Rock          | Dublin |
| 11    | Aidan O'Shea       | Mayo   |
| 12    | Con O'Callaghan    | Dublin |
| 13    | Paul Mannion       | Dublin |
| 14    | Paul Geaney        | Kerry  |
| 15    | Andy Moran         | Mayo   |

| Poste | Footballeur     | Comté    |
| ----- | --------------- | -------- |
| 1     | Rory Beggan     | Monaghan |
| 2     | Jonny Cooper    | Monaghan |
| 3     | Colm Cavanagh   | Tyrone   |
| 4     | Pádraig Hampsey | Tyrone   |
| 5     | Karl O'Connell  | Monaghan |
| 6     | James McCarthy  | Dublin   |
| 7     | Jack McCaffrey  | Dublin   |
| 8     | Brian Fenton    | Dublin   |
| 9     | Brian Howard    | Dublin   |
| 10    | Paul Mannion    | Dublin   |
| 11    | Ciarán Kilkenny | Dublin   |
| 12    | Ryan McHugh     | Donegal  |
| 13    | David Clifford  | Kerry    |
| 14    | Conor McManus   | Monaghan |
| 15    | Ian Burke       | Galway   |

## 2019
| Poste | Footballeur        | Comté   |
| ----- | ------------------ | ------- |
| 1     | Stephen Cluxton    | Dublin  |
| 2     | Michael Fitzsimons | Dublin  |
| 3     | Ronan McNamee      | Tyrone  |
| 4     | Tom O'Sullivan     | Kerry   |
| 5     | Patrick Durcan     | Mayo    |
| 6     | Brian Howard       | Dublin  |
| 7     | Jack McCaffrey     | Dublin  |
| 8     | Brian Fenton       | Dublin  |
| 9     | David Moran        | Kerry   |
| 10    | Paul Mannion       | Dublin  |
| 11    | Sean O'Shea        | Kerry   |
| 12    | Michael Murphy     | Donegal |
| 13    | David Clifford     | Kerry   |
| 14    | Cathal McShane     | Tyrone  |
| 15    | Con O'Callaghan    | Dublin  |

| Poste | Footballeur | Comté |
| ----- | ----------- | ----- |
| 1     |             |       |
| 2     |             |       |
| 3     |             |       |
| 4     |             |       |
| 5     |             |       |
| 6     |             |       |
| 7     |             |       |
| 8     |             |       |
| 9     |             |       |
| 10    |             |       |
| 11    |             |       |
| 12    |             |       |
| 13    |             |       |
| 14    |             |       |
| 15    |             |       |

| Poste | Footballeur | Comté |
| ----- | ----------- | ----- |
| 1     |             |       |
| 2     |             |       |
| 3     |             |       |
| 4     |             |       |
| 5     |             |       |
| 6     |             |       |
| 7     |             |       |
| 8     |             |       |
| 9     |             |       |
| 10    |             |       |
| 11    |             |       |
| 12    |             |       |
| 13    |             |       |
| 14    |             |       |
| 15    |             |       |

## Commentaires
Au mois de novembre 2013, 387 footballeurs gaéliques différents ont été nommés. Ces joueurs viennent des comtés suivants :
- Kerry, 50
- Dublin, 43
- Cork, 32
- Meath, 25
- Armagh, 24
- Donegal, 23
- Down, 23
- Galway, 23
- Mayo, 25
- Tyrone, 22
- Derry, 17
- Offaly, 17
- Kildare, 13
- Roscommon, 11
- Monaghan, 9
- Laois, 5
- Sligo, 4
- Westmeath, 4
- Fermanagh, 3
- Cavan, 2
- Leitrim, 2
- Louth, 2
- Wicklow, 1
- Antrim, 1
- Tipperary, 1
- Clare, 1
- Wexford, 1

Carlow, Kilkenny**, Longford, Waterford, Limerick et Londres n’ont jamais eu de footballeurs nommés All Star
** Kilkenny ne participle plus au Championnat d’Irlande de football gaélique depuis 1982.